# Question sociale
L'expression de question sociale, ou question ouvrière, employée au XIXe siècle, désigne l'état d'interrogation profonde – voire de désarroi – dans lequel se trouvent plongés les politiciens et les économistes, confrontés aux problèmes liés à la transformation radicale du travail à la suite de la révolution industrielle : dans la nouvelle société industrielle, l'organisation corporatiste du travail disparaît en effet au profit du salariat, et les innovations techniques modifient le rapport des ouvriers au processus de production. 
Plus largement, la montée en puissance des machines dans l'univers des humains interpelle les intellectuels (philosophes, anthropologues, sociologues, psychologues...) quant à la pertinence du concept d'humanisme.   
Ces problématiques font question, tant elles apparaissent inquiétantes par leur caractère à la fois incontournable, inédit et mal exploré. 

## Apparition
Cette appellation est utilisée en France dès le début du XIXe siècle. Une partie de la bourgeoisie - rarement les intéressés eux-mêmes - commence, dans les années 1840, à regrouper sous cette étiquette les problèmes sociaux engendrés par l'industrialisation. Alors que, dans les premières décennies du XIXe siècle, la problématique de la pauvreté est principalement envisagée dans la perspective du paupérisme, vers le milieu du siècle s'impose le concept désormais prépondérant de question sociale. La nouvelle approche ne met plus au premier plan la pauvreté préindustrielle telle qu'on la rencontrait dans les régions rurales jusque dans la seconde moitié du XIXe siècle, mais bien plus la misère de la classe ouvrière en rapide expansion. C'est pourquoi on parle alors parfois aussi de question ouvrière. Politiciens et essayistes prennent conscience que la classe ouvrière vit à la limite du minimum vital et dans des conditions économiques et sociales contraires à la dignité humaine, qu'elle est socialement discriminée et politiquement impuissante, qu'elle travaille dans un environnement matériel qui menace la santé et la vie familiale et, enfin, qu'elle ne bénéficie d'aucune protection contre les risques de maladie, d'accident, de mort ou de chômage.

## Enjeux posés par la «Question sociale»
Selon Robert Castel, la « Question sociale » fait référence à un questionnement essentiel, qui concerne les racines profondes du vivre ensemble, et comme le disent les sociologues :« l'aporie fondamentale sur laquelle une société expérimente l'énigme de sa cohésion et tente de conjurer le risque de sa fracture ».[réf. souhaitée]

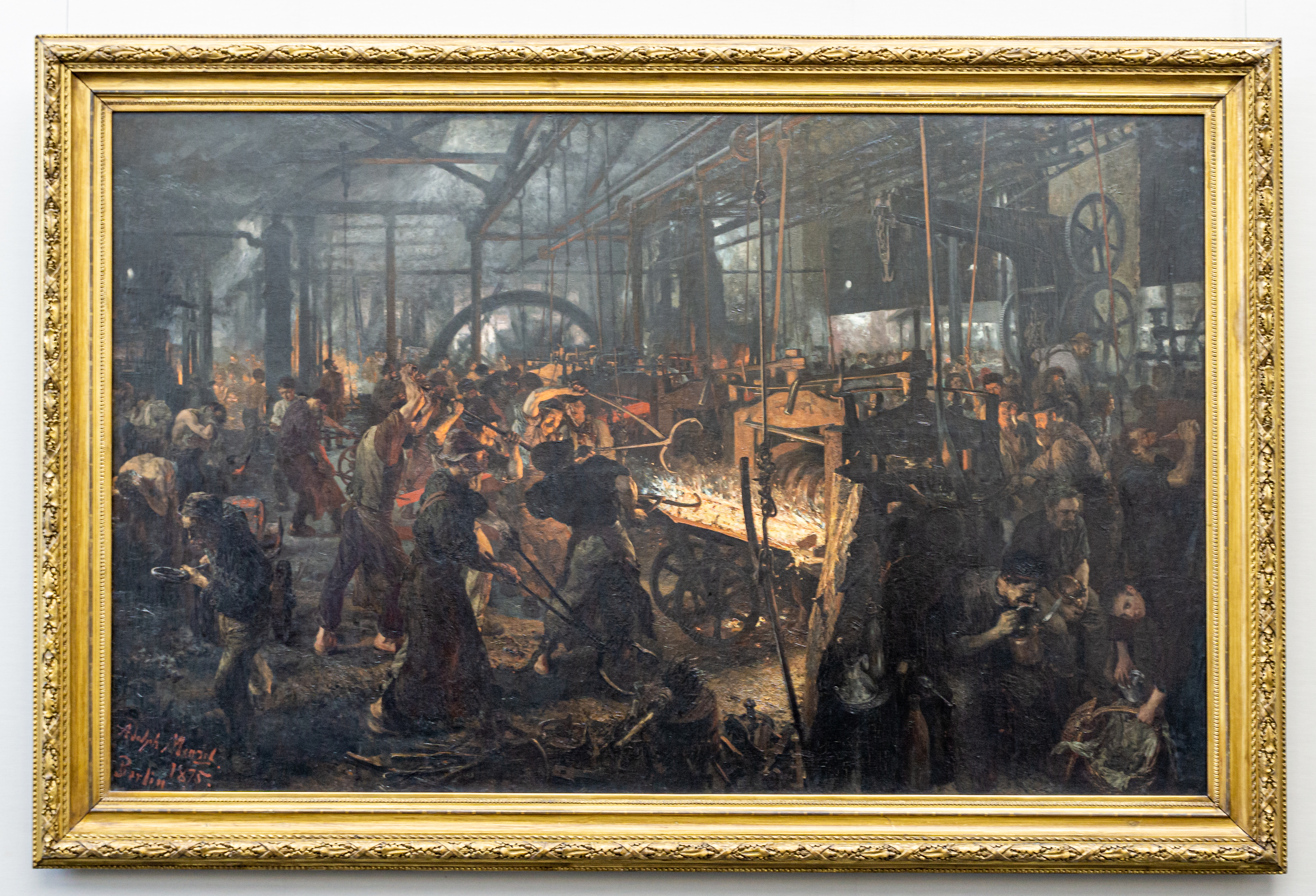
Le travail du fer (peinture par Adolph von Menzel, 1875)

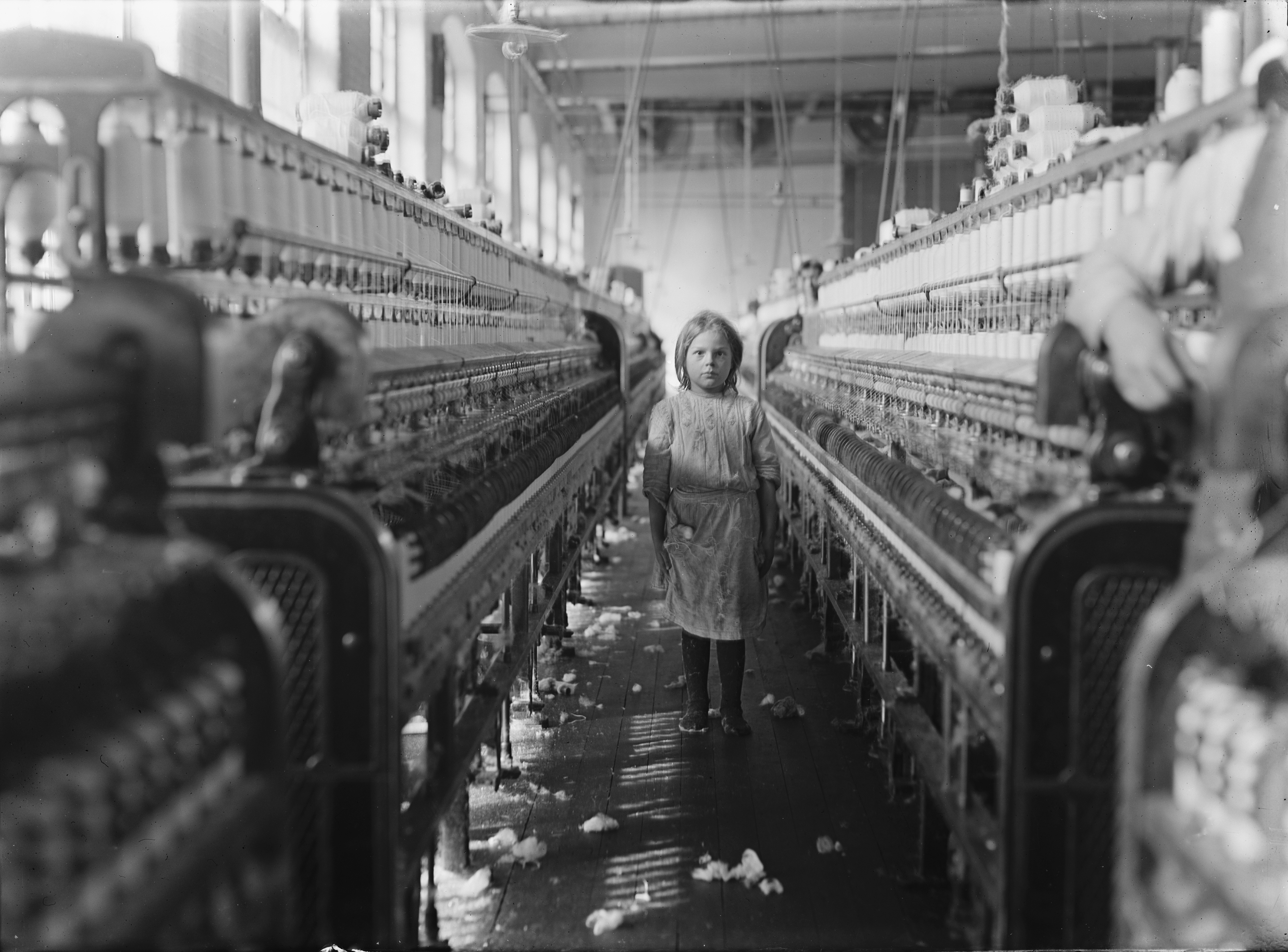
Le travail des enfants : une jeune fileuse (États-Unis, 1908)

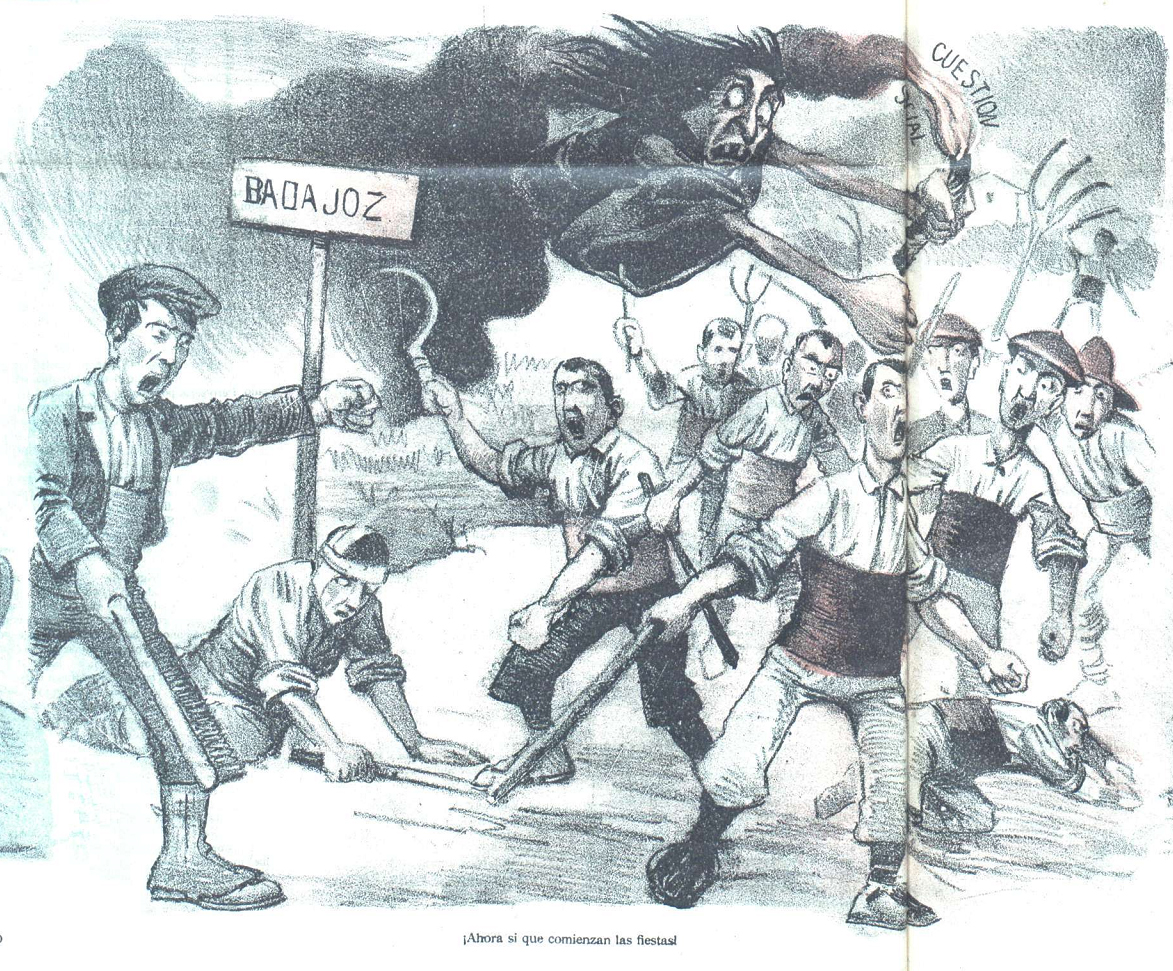
Caricature de la question sociale dessinée par Manuel Tovar en 1902

La « Question sociale » apparait d’autant plus inquiétante et complexe qu’elle s'adresse à une société qui a perdu la plupart de ses repères traditionnels et qui peine à s'orienter et à trouver une issue à ses difficultés : accroissement de la misère, précarité du monde ouvrier, cynisme d’un certain libéralisme, réaction violente des anarchistes, montée en puissance du marxisme… constituent autant de points déroutants et douloureux qui se trouvent réunis et s'entre-mêlent. La problématique parait d'autant plus redoutable qu'elle inquiète et déstabilise les élites, et l'opinion publique : les fondements de l'ordre social sont vigoureusement ébranlés sinon remis en cause par des forces nouvelles :

### La peur des Classes dangereuses et de la participation des femmes en politique
Cette peur est relayée par les gouvernements conservateurs, par Guizot en France puis par Bismarck en Allemagne. En riposte aux événements de 1848, la Loi du 31 mai 1850 rétablit le suffrage censitaire en France. 
L'article 2 de cette loi précise que la liste électorale de chaque commune comprendra « tous les Français âgés de vingt et un ans accomplis, jouissant de leurs droits civils et politiques, actuellement domiciliés dans la commune et qui ont leur domicile dans la commune ou dans le canton depuis trois ans au moins », alors que le décret précédent du 5 mars 1848 n'exigeait que six mois de résidence. 
Cette nouvelle condition de domiciliation exclut une grande partie des artisans villageois et des ouvriers, industriels ou agricoles. Ceux-ci, auxquels il faut ajouter les compagnons réalisant leur tour de France, sont en effet souvent amenés à migrer vers de nouveaux lieux de travail. Or, ces populations « instables » sont précisément celles qui échappaient le mieux à l'influence et au contrôle des curés et des notables, relais locaux de la droite conservatrice. De plus, la durée de résidence étant principalement attestée par l'inscription sur le rôle de la contribution personnelle, les plus pauvres, ceux que la bourgeoisie perçoit comme les éléments des « classes dangereuses », sont relégués à un rôle de citoyen passif en vertu d'une discrimination fiscale très comparable au suffrage censitaire.
Cette loi exclut également toutes les femmes du droit de vote.
Quant à l'article 9 de la loi, il prolonge la répression du mouvement révolutionnaire en excluant du suffrage « les condamnés à plus d'un mois d'emprisonnement pour rébellion, outrages et violences envers les dépositaires de l'autorité ou de la force publique […] pour délits prévus par la loi sur les attroupements et la loi sur les clubs, et pour infractions à la loi sur le colportage, ainsi que les militaires envoyés par punition dans les compagnies de discipline ».

### La montée des mouvements protestataires

#### Les insurrections ouvrières

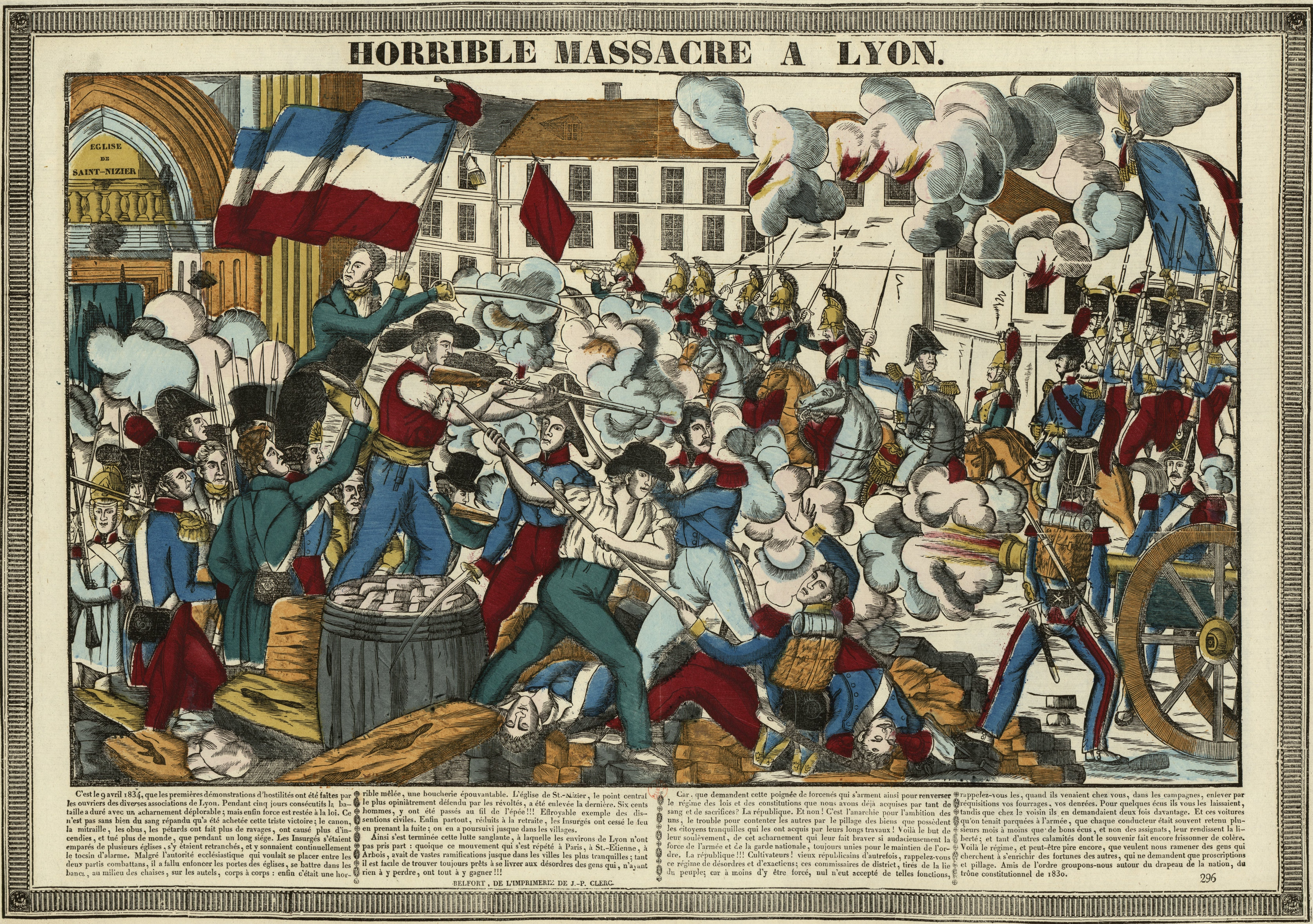
La révolte réprimée des canuts de Lyon en 1834

De 1811 à 1816, en Angleterre, des bandes d'ouvriers s'organisent (Luddisme) pour détruire les machines nouvellement installées dans les manufactures et rendues responsables du chômage endémique et du bas niveau des salaires.
En 1831, les ouvriers de la soie à Lyon (les canuts de La Croix-Rousse) déclenchent un mouvement insurrectionnel en riposte au refus des fabricants de respecter le tarif des salaires et à l'attitude du gouvernement qui soutient ce refus. Le maréchal Soult, ministre de la guerre et Le duc d'Orléans, héritier du trône, à la tête de 20 000 hommes de troupes extérieures à la région réprime la révolte. Si le prince agit dans un esprit pacificateur, le vieux maréchal n'hésite pas à faire donner la troupe. Les conditions de travail demeurent inchangées et le tarif est définitivement aboli.
La même année, dans l’Aisne, alors que la crise économique s’accentue depuis 1827, et arrive à son comble après la Révolution de Juillet (on compte alors vingt cinq pour cent d’indigents) des chômeurs réclament des secours et menacent de recourir au pillage à Lille. Dans les régions du nord, la misère est effroyable et l’espérance de vie avait baissé chez les tisserands et chez les ouvriers des manufactures de laine et de coton, où la mortalité infantile avait progressé ; la situation des filatures de coton en Alsace n’est pas plus enviable malgré les améliorations apportées par certains patrons à Mulhouse ou à Guebwiller.

#### Montée de l'anarchisme
Pierre-Joseph Proudhon (1809-1865) est le précurseur de l'anarchisme. Scandalisé par l'inertie des autorités politiques et religieuses face à la misère ouvrière, il lutte toute sa vie en faveur de la justice sociale.
Élisée Reclus et Jean Grave sont les inspirateurs en France du mouvement anarchiste lancé à partir de 1872 par Kropotkine. Pour eux la destruction de la société capitaliste ne peut se faire sans recours à la violence. Les manifestations du mouvement anarchiste sont particulièrement actives en France entre 1880 et 1894, multipliant les attentats contre les représentants et les symboles de l'autorité. Évènements qui donnent lieu en 1893-1894 à la promulgation des lois dites « Lois scélérates » destinées à réprimer ces débordements qui défient l'ordre établi.

#### Mouvements insurrectionnels de laCommune de Paris
Du 18 mars au 27 mai 1871, les milieux ouvriers parisiens tentent de s'emparer du pouvoir. L'occasion paraît propice à la suite de la défaite devant les Prussiens et de la réaction des autorités qui marque sa distance en se réfugiant à Versailles et en désarmant Paris. Les objectifs des insurgés sont multiples : politiques avec la création de comités de gouvernement, anticléricaux avec la suppression du budget des cultes, sociaux avec l'instauration de la journée de travail de 10 heures. Mal commandée et divisée entre factions rivales (Blanquistes, Jacobins et Internationaux) la révolte ne peut empêcher le retour des « Versaillais » conduits par Thiers. La fusillade du mur des Fédérés au cimetière du Père-Lachaise marque la fin des communards : 20 000 d'entre eux ont péri et 38 000 sont arrêtés. Plusieurs milliers sont déportés en Nouvelle-Calédonie. Par ailleurs, à la suite des combats de barricades acharnés, les dégâts matériels et humains sont importants. Le palais des Tuileries, l'Hôtel de ville, la Cour des comptes ont été ravagés par des incendies volontaires, des otages dont l'archevêque de Paris et un certain nombre de prêtres, ont été exécutés sommairement.

#### Formalisation de mouvements féministes
Dans ce contexte, des femmes prennent la parole pour demander le suffrage universel et un plus grand pouvoir en politique. On peut citer l'exemple de Jeanne Deroin. Elle se présente comme candidate aux élections législatives du 13 mai 1849. Par ses opinions, elle participe aux débats sur l’abolition des privilèges de la naissance, l’émancipation de la femme et l’amélioration du sort moral, physique et intellectuel de la classe ouvrière, comme en témoigne sa correspondance.

## Tentatives de réponse

### Premières réponses politiques
À la suite de plusieurs pétitions réclamant une réglementation sur le travail des enfants, l’Académie des Sciences morales décide, en 1835, de se pencher sur le sujet et désigne deux enquêteurs : Louis-François Benoiston de Châteauneuf et Villermé : à ce dernier est confiée entre juin 1835 et août 1837, la visite des départements où les industries du coton, de la laine et de la soie occupent le plus d’ouvriers ; c’est ainsi qu’il se rend dans la région de Mulhouse, mais aussi à Lille, Roubaix, Tourcoing puis à Nîmes, Carcassonne et au printemps 1836, dans la région de Lyon Saint-Étienne : lors de chacun de ses déplacements, il étudie les conditions de travail des ouvriers mais également leur logement, leur alimentation, leur salaires… L’ouvrage né de ces patientes recherches porte le titre de « Tableau de l'état physique et moral des ouvriers employés dans les manufactures de coton, de laine et de soie ».
Paru en 1840, il est à l'origine de deux lois :
1. la loi sur le travail des enfants dans les manufactures, en 1841[Note 1] limite l'âge d'admission dans les entreprises à 8 ans, mais uniquement dans les entreprises de plus de 20 salariés ; elle sera amendée en 1851[Note 2] puis en 1874 la Loi sur le travail des enfants et filles mineures dans l'industrie, limitant l'emploi avant 12 ans.
2. la première loi d’urbanisme en France interdisant la location de logements insalubres, en 1850

Après la publication de son grand ouvrage, il fait aussi paraître : 
- en 1843, un mémoire sur « Le Travail et conditions des enfants dans les mines de Grande-Bretagne »
- puis un grand nombre de rapports sur des accidents du travail « Accidents produits dans les ateliers industriels par les appareils mécaniques », en véritable promoteur des lois sur la Médecine du travail.

### Réponse du mouvement coopératif
Les premières expériences de coopération sont lancées par des précurseurs dès le XVIIIe siècle : Robert Owen en Angleterre, Charles Fourier, Philippe Buchez, Proudhon en France.
Dans les années 1820-1840, débutent et se généralisent en France et en Angleterre des expériences collectives de Coopération visant la maîtrise de la production par les travailleurs eux-mêmes ainsi que l'organisation de formes diverses d'assistance mutuelle :
- Ainsi la Coopérative « La renaissance » de la ville de Bonneville en Savoie, entend remédier à une situation ouvrière difficile.
- Ainsi la coopérative de la Montée de la Grande-Côte à Lyon, où Michel Derrion et Joseph Reynier fondent au n° 95, en 1835 la première coopérative de consommation de France.

Le mouvement touche initialement le commerce de détail (1883-1885), les activités agricoles (1884) pour se diffuser par la suite dans les activités de pêche (1913), de construction et de logement (1920). Le Mouvement connaît un renouveau sous l'impulsion de Charles Gide.

### Réponse du manifeste du parti communiste
Manifeste du parti communiste, ouvrage de Karl Marx édité en 1848.

### Réponse du christianisme social

#### Prises de positions par des responsables religieux
Localement, face à des contextes difficiles, certains responsables religieux n'hésitent pas à dénoncer et à proposer des mesures : Selon Paul Guichonnet, « l'effroyable condition dans laquelle végètent les ouvriers d'Annecy est celle de tout le prolétariat des états Sardes dépourvu de toute législation sociale ». Louis Rendu, originaire de Meyrin dans le pays de Gex, évêque d'Annecy (1842-1859) précurseur du catholicisme social, dénonce la misère du monde ouvrier, et des maîtres seuls responsables des conditions de travail, des salaires et des horaires. Il est le premier à préconiser la création dans chaque localité industrielle d'un comité de patronage composé d'un juge-mage, d'un intendant, d'un curé, d'un médecin et de deux membres nommés par le ministre de l'intérieur pour protéger la vie du prolétaire en tant qu'homme. La réponse du ministre estime « qu'il est dangereux de créer des droits aux ouvriers et de les armer contre les chefs d'entreprises industrielles ».
Lors des événements de 1848, de nombreux intellectuels prennent position en faveur des libertés sociales, tels Félicité de la Mennais et Frédéric Ozanam.

#### Le SillondeMarc Sangnier
« Le Sillon a pour but de réaliser en France la république démocratique. Ce n’est donc pas un mouvement catholique, en ce sens que ce n’est pas une œuvre dont le but particulier est de se mettre à la disposition des évêques et des curés pour les aider dans leur ministère propre. Le Sillon est donc un mouvement laïque, ce qui n’empêche pas qu’il soit aussi un mouvement profondément religieux. »
D'abord journal philosophique, Le Sillon devient à partir de 1899 un vaste mouvement destiné à réconcilier les ouvriers et le christianisme. Il fédère puis intègre en 1905 les nombreux « cercles d'études catholiques », où jeunes et prêtres discutent de religion, de société. L’ambiance est nouvelle : la vérité ne tombe pas du haut, de l’institution, c’est l’échange qui prime. L’engouement populaire est rapide et massif : jusqu’à 500 000 membres en France. À cette époque Le Sillon bénéficie de l'appui du pape Pie X et de l'épiscopat français.
Mais trop moderniste et républicain par rapport au reste de l’Église, traumatisée en 1905 par la loi de séparation de l'Église et de l'État, le mouvement est de plus en plus critiqué, notamment parce qu’il affirme l’autorité des chrétiens sur l’Église et non celle du pape et des évêques. Le Sillon est finalement condamné par Rome et se dissout de lui-même. En 1912, Marc Sangnier fonde la Ligue de la Jeune République dans le prolongement de ce catholicisme social.

#### Encyclique Rerum novarum
Cette encyclique, promulguée par le pape Léon XIII en 1891, inaugure tardivement la doctrine sociale de l'Église catholique. Elle dénonce les excès du capitalisme et encourage de ce fait le syndicalisme chrétien et le catholicisme social.

### Réponses des sociétés savantes

#### The American Association for the Promotion of Social Science
Cette Association est fondée vers 1865 à Boston, Massachusetts, par plusieurs enseignants. les premiers membres sont William B. Rogers, Thomas Hill, George S. Boutwell, Francis Lieber, Erastus O. Haven, Mary Eliot Parkman, David A. Wells, Emory Washburn, Caroline Healey Dall, Samuel Eliot, F. B. Sanborn, Joseph White, George Walker, Theodore W. Dwight, et James J. Higginson.
l'objectif est « d'aider au développement de la science sociale, et d'éclairer la conscience publique sur les meilleurs moyens pratiques de promouvoir la loi, les progrès de l'éducation, la prévention et la répression du crime, la rééducation des criminels, le progrès de la moralité publique, l'adoption de règlements sanitaires et la diffusion de principes sensés en matière d'économie de commerce et de finance. L'attention est portée au paupérisme et aux thèmes connexes : ce qui inclut la responsabilité des gens qui ont réussi, avisés et éduqués, honnêtes et respectables dans l'échec des autres . Le but est de réunir les différentes associations et individus aujourd'hui intéressés par ces questions dans la perspective d'obtenir par le débat tous les éléments concourant à un état des lieux fiable ; grâce auquel les doutes seront levés, les opinions harmonisées et un socle de constatations offert pour traiter de façon appropriée les grands problèmes d'aujourd'hui » .
« L'association est organisée par sujet de recherche ( Éducation, Santé, Législation, Économie, Commerce, Finance) et selon le plan de collecte des données pertinentes. Les questions envisagées reflètent les points chauds de la société américaine de l'époque : Dette et monnaie nationales, Taxation et revenus, Travail et Capital, législation hâtive et excessive, criminalité et répression, domaine de la Loi considéré d'un point de vue éducatif, santé publique, moralité sociale, éducation des enfants abandonnés et délinquants, valeur relative de l'éducation classique et scientifique dans les écoles et collèges, statut des arts et lettres dans l'éducation et dans l'industrie, Instruction alternée, quarantaine vis-à-vis du choléra, organisation de la maison, Inspection des composants alimentaires et pharmaceutiques, viande de porc dans le régime alimentaire, les égouts dans les grandes agglomérations, le management des hôpitaux et asiles d'aliénés. »
Des réunions se tiennent à Boston à la «State House» (octobre 1865), au « Lowell Institute » (décembre 1865), à New York ( YMCA sur la 5° avenue en novembre 1867). En 1866 le groupe se joint à la «Boston Social Science Association» pour former un « joint committee » dénommé American Social Science Association (ASSA), qui se réunit à l'Hôtel de ville de Boston pour débattre de la réforme de l'école et d'autres sujets. La première assemblée annuelle de l'ASSA se tient en...1868."